# Gambusia holbrooki
 (mars 2008).
Si vous disposez d'ouvrages ou d'articles de référence ou si vous connaissez des sites web de qualité traitant du thème abordé ici, merci de compléter l'article en donnant les références utiles à sa vérifiabilité et en les liant à la section « Notes et références ».
Espèce
Synonymes
- Heterandria holbrooki (Girard, 1859)
- Schizophallus holbrooki (Girard, 1859)
- Zygonectes atrilatus Jordan & Brayton, 1878

Statut de conservation UICN

 LC  : Préoccupation mineure
Gambusia holbrooki, aussi appelée gambusie de l'est, ou parfois « guppy sauvage » avec risque de confusion, est une espèce de poissons téléostéens, cyprinodontiformes de la famille des Poeciliidae et donc cousine d'une espèce plus connue le guppy. Elle a notamment été utilisée dans la lutte contre les moustiques (notamment en Corse, en Vendée, et dans le sud de la France) pour lutter contre le paludisme, mais elle peut elle-même pâtir des pulvérisations d'insecticides chimiques (ex : diflubenzuron) destinés à la démoustication, et - comme le Guppy - interférer négativement avec les écosystèmes locaux et les espèces autochtones: c'est pourquoi elle est classée parmi les espèces envahissantes les plus nuisibles au XXIe siècle.
Depuis 2022, cette espèce est inscrite dans la liste des espèces exotiques envahissantes préoccupantes pour l’Union européenne. Cela signifie que cette espèce ne peut pas être importée, élevée, transportée, commercialisée, ou libérée intentionnellement dans la nature, et ce nulle part dans l’Union européenne. Cette espèce ne peut plus être détenue sauf dans le cas des animaux de compagnie acquis jusqu’à 1 an après leur ajout sur la liste européenne.

## Description
Cette espèce ne possède pas de couleurs vives comme ses cousines. Elle se contente de vert ou de marron (suivant le milieu) translucide sur le dos. La cavité abdominale laisse apparaître les viscères. Le dimorphisme sexuel est très important : la femelle est plus grosse que le mâle (6 cm pour la femelle et 3 cm pour le mâle) et le mâle présente une nageoire anale modifiée : le gonopode, qui sert à la fécondation (interne chez la gambusie).

## Habitat
Elle est connue pour ses capacités d'adaptation remarquables : elle supporte des eaux à teneur très faible en oxygène. Elle vit généralement en eau douce mais est aussi très commune en eau saumâtre et peut exceptionnellement se trouver en mer. La gambusie occupe les eaux calmes et chaudes telles les hauts-fonds de certaines rivières ou d'étangs, mais elle se plaît surtout dans les marais. Elle peut très bien vivre dans les eaux chaudes; elle sera plus grande que dans les eaux froides. Elle peut vivre dans des eaux de 12 à 35 degrés Celsius.

## Reproduction
Son mode de reproduction est ovovivipare. Comme la plupart des espèces de Poeciliidae c'est une espèce à fort pouvoir reproductif. Une dizaine d’alevins peuvent naitre en 48 heures, et jusqu’à une quinzaine par mois. Les adultes pratiquent le cannibalisme sur les alevins, beaucoup plus prononcé que chez les guppys.

## Prédateurs
Elle a plusieurs prédateurs, comme les oiseaux notamment martins-pêcheurs, les tortues aquatiques, et des poissons carnassiers comme les brochets. En aquarium c'est une espèce à maintenir en compagnie d'autres espèces relativement pacifiques, surtout dans le cas où l'élevage de la reproduction serait envisagé. Toutes espèces trop territoriales, ayant une gueule de la taille des gambusies, se feront le plaisir d'en faire leur repas.

## Utilisation antivectorielle
Originaire d'une partie des États-Unis où elle est appelée "Mosquito fish" (poisson à moustiques), la gambusie a - comme le Guppy - été, dès le début du XXe siècle introduite dans de nombreuses eaux douces des pays chauds pour lutter contre la prolifération des moustiques vecteurs du paludisme et d'autres maladies vectorielles, car elle se nourrit notamment de leurs larves.
À cette fin, elle a également été acclimatée en Corse et dans certaines zones humides du sud de la France dont en Camargue et dans le Sud-Ouest.